# Козівська районна державна адміністрація
Козівська районна державна адміністрація (Козівська РДА) — орган виконавчої влади в Козівському районі Тернопільської області України.

## Структурні підрозділи
- Апарат районної державної адміністрації
- Управління праці та соціального захисту населення
- Фінансове управління
- Архівний відділ
- Відділ агропромислового  розвитку
- Відділ  державної реєстрації
- Відділ економічного розвитку
- Відділ культури, туризму та охорони здоров'я
- Відділ освіти та спорту
- Служба у справах дітей
- Центр надання адміністративних послуг
- Сектор регіонального розвитку, містобудування та архітектури
- Сектор розвитку інфраструктури та житлово-комунального господарства
- Сектор у справах сім»ї та молоді

## Особи

### Очільники
Представники Президента України:
|  | Прізвище, ім'я, по батькові | Термін повноважень |
|  | --------------------------- | ------------------ |
|  | 1.                          |                    |

Голови райдержадміністрації:
|  | Прізвище, ім'я, по батькові      | Термін повноважень               |
|  | -------------------------------- | -------------------------------- |
|  | 1. Юрій Йосипович Пудлик         | ? — 16 грудня 2013               |
|  | 2. Дмитро Васильович Михайлюк    | 26 грудня 2013 — 22 березня 2014 |
|  | 3. Олександр Васильович Лазарчук | 4 квітня 2014 — 23 грудня 2014   |
|  | 4. Василь Богданович Вітровий    | 28 квітня 2015 — 11 липня 2019   |
|  | 5. Микола Петрович Михайлів      | 26 травня 2020 — 26 лютого 2021  |

### Заступники
- Ігор Скобляк — заступник,
- Наталія Стецко — керівник апарату